# Fraport
Fraport AG és una empresa de transport alemanya la qual opera l'Aeroport de Frankfurt i té participació en el funcionament de diferents aeroports de tot el món. Temps enrere, la firma també va aconseguir gestionar el petit Aeroport de Frankfurt-Hahn, localitzat a 130 km a l'oest de la ciutat. Es cotitza tant en la Xetra com en la Borsa de Frankfurt. L'actual director executiu d'empresa és Stefan Schulte. Des de l'any 2009, la companyia compta amb aproximadament 20.000 empleats - uns 17.500 d'ells a Frankfurt - i una facturació anual d'uns 2 mil milions d'euros. Fraport ha estat el principal patrocinador de l'equip Eintracht Frankfurt de la lliga alemanya de futbol des de la temporada 2002-2003.
Fraport també està involucrat en les operacions d'assistència a terra de les aeronaus en els aeroports operats per ell mateix i en els aeroports que opera des de tercers, com és el cas de l'Aeroport Internacional de Viena. Fraport ha treballat perquè els aeroports de Frankfurt i Delhi estiguin preparats per rebre l'Airbus A380.

## Operacions
A més de la gestió de diversos filials i les infraestructures relacionades amb l'Aeroport de Frankfurt, les explotacions de Fraport inclouen els següents companyies d'operació aeroportuària:
| Companyia                                                                | Aeroport(s)                                                                        | País           | % propietari |
| ------------------------------------------------------------------------ | ---------------------------------------------------------------------------------- | -------------- | ------------ |
| Cairo Airport Company                                                    | Aeroport Internacional del Caire                                                   | Egipte         | 0%           |
| Daport S.A.                                                              | Aeroport Internacional Léopold Sédar Senghor, Aeroport Internacional Blaise Diagne | Senegal        | 10%          |
| DIAL Delhi International Airport Private Limited                         | Aeorport Internacional Indira Gandhi                                               | Índia          | 10%          |
| Flughafen Hannover-Langenhagen GmbH                                      | Aeorport de Hannover-Langenhagen                                                   | Alemanya       | 30%          |
| Fraport IC Ictas Antalya Airport Terminal Investment and Management Inc. | Aeroport d'Antalya                                                                 | Turquia        | 51%          |
| Fraport Saudi Arabia Ltd                                                 | Aeroport Internacional Rei Abdulaziz, Aeroport Internacional Rei Khalid            | Aràbia Saudita | 100%         |
| Fraport Twin Star Airport Management AD                                  | Aeroport de Burgas, Aeroport de Varna                                              | Bulgària       | 60%          |
| Lima Airport Partners S.R.L.                                             | Aeroport Internacional Jorge Chávez                                                | Perú           | 100%         |
| Northern Capital Gateway LLC                                             | Aeroport de Pulkovo                                                                | Rússia         | 35,5%        |
| Xi'an Xianyang International Airport Co., Ltd.                           | Aeroport Internacional de Xi'an-Xianyang                                           | Xina           | 24,5%        |